# 芬兰—乌克兰关系
芬兰-乌克兰关系指的是芬兰和乌克兰两国之间的双边关系。1918年之前，两国家都是俄罗斯帝国的一部分。1918年俄国革命后，芬兰是最早承认乌克兰独立的国家之一，并往乌克兰派遣外交使团。1991年12月30日，芬兰再次承认乌克兰。两国于1992年2月26日建交。芬兰在基辅设有大使馆，乌克兰在赫尔辛基设有大使馆。两国都是欧洲委员会的正式成员。